# Rhydymwyn
Rhydymwyn är en by i community Cilcain, i kommun (principal area) Flintshire, i Wales. Byn är belägen 8 km från Holywell. Byn hade 522 invånare år 2021.